# 1548
1548 (MDXLVIII) je bilo prestopno leto, ki se je po julijanskem koledarju začelo na nedeljo.

## Dogodki
- 30. junij - cesar Karel V. Habsburški izda začasni Augsburški interim kot poskus ureditve odnosov med katoliki in luteranci v Svetem rimskem cesarstvu.
- Holandija se osamosvoji od Svetega rimskega cesarstva.

## Rojstva
- 5. januar - Frančišek Suarez, španski jezuit, filozof in teolog († 1617)
- januar - Giordano Bruno, italijanski filozof, matematik, astronom († 1600)

## Smrti
- 23. januar - Bernardo Pisano, italijanski skladatelj, rimskokatoliški duhovnik in pevec (* 1490)
- 1. april - Sigismund I., poljski kralj in litovski veliki knez (* 1467)
- 3. junij - Juan de Zumárraga, baskovski frančiškan in nadškof (* 1468)
- 6. junij - João de Castro, portugalski vitez, pomorski častnik in državnik (* 1500)